# Dezna
Dezna (en hongrois : Dézna) est une commune du județ d'Arad, Roumanie qui compte 1 198 habitants.
La commune est composée de 5 villages : Buhani, Dezna, Laz, Neagra et Slatina de Criș.

## Culture
D'après le recensement de 2011, la commune compte 1 198 habitants, en forte baisse par rapport au recensement de 2002 où elle en comptait 1 523.